# Aline Brosh McKenna
Œuvres principales
Le diable s'habille en Prada
27 Robes
 Morning Glory 
 Crazy Ex-Girlfriend
Aline Brosh McKenna (née le 2 août 1967) est une scénariste, productrice et réalisatrice américaine d'origine française. Elle est notamment connue pour avoir écrit Le diable s'habille en Prada (2006), 27 robes (2008), Morning Glory (2010) et Nouveau Départ (2011), et pour avoir co-créé la série Crazy Ex-Girlfriend diffusée sur CW.

## Jeunesse
Aline Brosh est née en France puis a déménagé avec sa famille dans le New Jersey. Elle obtient son diplôme magna cum laude à l'Université Harvard.

## Carrière
Après avoir obtenu son diplôme, Aline Brosh déménage à New York pour chercher un emploi dans l'édition. Là-bas, elle travaille comme rédactrice indépendante.
Un script qu'elle a écrit au cours d'un stage autour de l'écriture de scénarios à l'Université de New York l'aide à obtenir un agent. Elle déménage en 1991 à Los Angeles. À 26 ans, elle vend un long métrage de comédie ainsi qu'un pilote d'émission de télévision, et continue à écrire un certain nombre de scénarios pour la télévision et le cinéma. Elle écrit également un épisode de la sitcom All American Girl.
Huit ans passent avant que son premier film, une comédie romantique, Un de trop, soit produit. En 2004, elle écrit Une affaire de cœur. Elle adapte ensuite le roman de Lauren Weisberger, Le Diable s'habille en Prada. Brosh insiste sur le fait que ce film n'est pas une comédie romantique comme ses films précédents et note que l'héroïne : « comprend mieux le monde et sa propre naïveté ». Le film a valu à Aline Brosh une nomination au BAFTA du meilleur scénario adapté. En 2008, elle a écrit 27 robes avec Katherine Heigl. Elle écrit le scénario de Morning Glory en 2010, puis adapte en 2011 Mais comment font les femmes ?. La scénariste parle du trio Le diable s'habille en Prada/Morning Glory/Mais comment font les femmes ? comme « The Blackberry 3 ». En effet, dans ces trois films, les femmes que l'on suit passent plus de temps avec leur téléphone portable qu'avec leurs familles. La même année, Aline Brosh écrit Nouveau départ, une adaptation du roman de Benjamin Mee. En 2014, elle écrit la comédie musicale Annie. Ce film est une adaptation contemporaine de la comédie musicale homonyme datant de 1977.
Aline Brosh revient à la télévision en 2015, lorsqu'elle fait équipe avec la chanteuse et comédienne Rachel Bloom pour créer la comédie musicale Crazy Ex-Girlfriend. La scénariste est showrunner de la série et une productrice exécutive.
En mars 2017, elle signe un contrat global de deux ans avec CBS Studios, le studio derrière Crazy Ex-Girlfriend, pour développer de nouveaux projets. En octobre suivant, elle fait équipe avec Rene Gube (en), producteur et vedette invitée récurrente de Crazy Ex-Girlfriend, pour une comédie intitulée Big Men, créée par la CBS.
En collaborant avec l'artiste Ramon Perez, elle crée un roman graphique en 2017 autour du roman de Charlotte Brönte, Jane Eyre. Le roman graphique est produit par Boom! Studios.

### Scriptnotes
Aline Brosh McKenna est la première invitée du podcast Scriptnotes, animé par John August et Craig Mazin. C'est une invitée récurrente puisqu'elle y participe plus de vingt fois. Elle est ainsi surnommée «  la Joan Rivers de Scriptnotes » par un des animateurs.

## Filmographie

### Films
| Année | Titre                          | Rôle                             | Remarques                                                                                   |
| ----- | ------------------------------ | -------------------------------- | ------------------------------------------------------------------------------------------- |
| 1999  | Un de trop                     | Co-écrivaine                     | Scénario seulement, écrit avec Rodney Patrick Vaccaro                                       |
| 2004  | Une affaire de cœur            | Co-écrivaine                     | Écrit avec Robert Harling                                                                   |
| 2006  | Le diable s'habille en Prada   | Écrivaine                        | Adapté du roman The Devil Wears Prada. Nommé pour le prix BAFTA du meilleur scénario adapté |
| 2008  | 27 robes                       | Écrivaine                        |                                                                                             |
| 2010  | Morning Glory                  | Écrivaine                        |                                                                                             |
| 2011  | Mais comment font les femmes ? | Ecrivaine, productrice exécutive | Adapté du roman Don't Know How She Does It.                                                 |
| 2011  | Nouveau départ                 | Co-écrivaine                     | Écrit avec Cameron Crowe, adapté du roman J'ai acheté un zoo.                               |
| 2014  | Annie                          | Co-écrivaine                     | Écrit avec Will Gluck, d'après Annie.                                                       |
| 2021  | Cruella                        | Co-écrivaine                     | Histoire uniquement, avec Kelly Marcel et Steve Zissis                                      |

### Télévision
| Année     | Titre               | Rôle                                                                              |
| --------- | ------------------- | --------------------------------------------------------------------------------- |
| 1995      | All-American Girl   | Écrivaine                                                                         |
| 2015-2019 | Crazy Ex-Girlfriend | Co-créatrice, showrunner, productrice exécutive, écrivaine, réalisatrice, actrice |